# 山口県立下関武道館
山口県立下関武道館（やまぐちけんりつしものせきぶどうかん）は山口県下関市の下関北運動公園内に位置する県立の総合武道館。

## 概要
山口県スポーツ交流まちづくり拠点施設条例（平成17年山口県条例第49号）により設置された、下関地域における「武道」をシンボルとした交流拠点施設である。施設のある下関北運動公園は下関市が所管する運動公園であるが、下関市が指定管理者として管理権を受託し、山口県立下関武道館の管理に関する規則（平成23年下関市規則第63号）に基づき運営を行っている。
山口県立の公共施設としては初めてPFIの手法により整備された施設で、民間事業者が建設し、完成時に所有権を県に移管した上で維持管理を行うBTO方式を採用している。整備事業（下関地域総合武道館（仮称）整備等事業）には東亜建設工業グループ（東亜建設工業、巴コーポレーション、古田建設、内外美装、大建設計）と九電工グループ（九電工、松尾建設、鴻池組、日本管財、梓設計、安成工務店）の2グループが参加し、審査の結果総合評価点が2者同点となったが、性能評価点の高い九電工グループが最優秀提案として選定され、九電工グループが設立した特別目的会社 (SPC) である株式会社下関コミュニティスポーツと事業契約を締結し、整備が行われた。
施設は2011年（平成23年）7月21日にオープンし、同年開催のおいでませ! 山口国体では剣道競技の会場として使用された。

## 施設概要
大道場
約1,824㎡のフロアを持つ道場で、剣道、柔道、空手道、なぎなたの公式競技面6面を確保することが出来るほか、ハンドボール（公式1面）、バスケットボール（公式2面）、バレーボール（公式2面）、バドミントン（公式10面）、卓球（公式12面）等にも対応する。
固定席1,030席、車椅子6席の観客席を有する。
柔道場
約640㎡のフロアに柔道公式2面が確保可能な畳敷きの道場。固定席128席、車椅子6席の観客席を有する。
剣道場
約667㎡のフロアに剣道・空手道・なぎなたの公式2面が確保可能な板張りの道場。固定席130席、車椅子6席の観客席を有する。
弓道場（近的）
公式1面、距離28mの12人立が可能な近的用の全天候型弓道場。固定席112席、車椅子4席の観客席を有する。
相撲場
414㎡のフロア内に盛土俵を備えた屋内相撲場。固定席114席、車椅子5席の観客席を有する。
トレーニングルーム、その他諸室

## アクセス
- 中国自動車道下関インターチェンジより約15分（駐車場150台）
- JR西日本山陽新幹線・山陽本線 新下関駅からサンデン交通バス 蒲生野・済生会病院・安岡方面行きで8分、「蒲生野」下車徒歩2分。